# René-Jean Durdent
René-Jean Durdent, né à Rouen vers 1776 et mort à Paris le 30 juin 1819, est un homme de lettres français, auteur de poésies, de romans, de pamphlets, de traductions et de compilations historiques et littéraires.

## Biographie
Durdent étudie d'abord la peinture dans l'atelier de David, puis lors d'un séjour à Rome. S'étant aperçu de son peu de vocation pour les beaux-arts, il revient à Paris où il collabore à partir de 1810 à la Gazette de France ainsi qu'à la Biographie universelle de Louis-Gabriel Michaud. Chantre de l'Empereur sous l'Empire et chantre du roi sous la Restauration, doué d'une grande facilité de plume et peu exigeant sur ses honoraires pourvu qu'il ait de quoi boire, il rédige à la chaîne des ouvrages commandés par les librairies, pour la plupart des écrits de circonstance ou des compilations faites à la hâte. 
Il meurt de misère et d'excès de boisson vers l'âge de 43 ans dans un taudis de l'île de la Cité situé rue de la Calandre.

## Principales publications
- Narrations françaises, ou Choix des meilleurs morceaux dans tous les genres, tirés de nos plus célèbres prosateurs (1812)
- Beautés de l'histoire grecque, ou Tableau des événements qui ont immortalisé les Grecs (1812)
- Galerie des peintres français du Salon de 1812, ou Coup-d'œil critique sur leurs principaux tableaux et sur les différents ouvrages de sculpture, architecture et gravure (1813)
- L'École française en 1814, ou Examen critique des ouvrages de peinture, sculpture, architecture et gravure, exposés au Salon du Musée royal des arts (1814)
- Narrations dramatiques ou Choix des plus beaux morceaux de poésie dans le genre narratif, tirés des tragiques français, avec la traduction des passages qui y correspondent dans les auteurs anciens, et plus particulièrement dans les trois célèbres tragiques grecs, Eschyle, Sophocle et Euripide, le tout accompagné de notes et observations critiques (1814)
- Campagne de Moscou en 1812, ouvrage composé d'après la collection des pièces officielles (1814)
- Époques et faits mémorables de l'histoire de France, depuis l'origine de la monarchie jusqu'à l'arrivée de Louis XVIII dans sa capitale (1814)
- Cent-dix jours du règne de Louis XVIII, ou Tableau historique des événements politiques et militaires, depuis le 20 mars jusqu'au 8 juillet 1815 (1815)
- Histoire critique du Sénat conservateur, depuis sa création en nivôse an VIII jusqu'à sa dissolution en avril 1814 (1815)
- Époques et faits mémorables de l'histoire d'Angleterre, depuis Alfred-le-Grand jusqu'à ce jour (1815) Texte en ligne
- Époques et faits mémorables de l'histoire de Russie depuis Rurik jusqu'à Alexandre Ier (1816)
- Beautés de l'histoire de Turquie (1816)
- Beautés de l'histoire du Portugal (1816)
- Beautés de l'histoire de Suède, de Danemark et Norvège, ou des trois royaumes du Nord (1816)
- Histoire de Louis XVI, roi de France et de Navarre, terminée par le fac-similé du testament de ce monarque, et suivie d'un appendice contenant la liste alphabétique des régicides, avec de courtes notices sur la plupart d'entre eux (1817)
- Histoire littéraire et philosophique de Voltaire (1818) Texte en ligne
- Histoire de la Convention nationale de France, accompagnée d'un coup-d'œil sur les Assemblées constituante et législative, et de notices historiques sur les personnages les plus remarquables qui ont figuré à cette époque de la Révolution française (2 volumes, 1818)
- Beauté de l'histoire des Espagnes, Paris, Alexis Eymery (1818) Texte en ligne
- Beautés de l'histoire des chevaliers de Saint-jean de Jérusalem, appelés ensuite chevaliers de Rhodes et de Malte (1820)

Romans et nouvelles
- Le Renégat de Palerme, anecdote sicilienne, suivie de Tché-ly, Sigismond et Bérenger, Élise et Adolphine, anecdotes chinoise, languedocienne et parisienne (2 volumes, 1812)
- Adriana, ou les Passions d'une Italienne (3 volumes, 1812)
- Alisbelle et Rosemonde, ou les Châtelaines de Grentemesnil, histoire du temps de la première croisade (3 volumes, 1813)
- Cinq nouvelles (2 volumes, 1813)
- Clémentina, ou le Sigisbéisme (2 volumes, 1818)
- Quatre nouvelles. Lismore, ou le Minstrel écossais. Thérésa, ou la Péruvienne. Lycoris, ou les Enchantements de Thessalïe. Eudoxie et Stéphanos, ou les Grecs modernes (2 volumes, 1818)
- Mémoires de Saint-Félix, ou Aventures d'un jeune homme pendant la Révolution (3 volumes, 1818)

Poésie
- Austerlitz, ou l'Europe préservée des barbares, poème historique en deux chants, accompagné de notes (1806)

Traductions
- John Palmer : Le Tombeau mystérieux, ou les Familles de Hénarez et d'Almanza (1810)
- Matthew Gregory Lewis : Les Orphelines de Werdenberg (1810)
- Maria Edgeworth : Fanny, ou Mémoires d'une jeune orpheline et de ses bienfaiteurs (4 volumes, 1812)
- Frederick Shoberl : Batailles de Leipsick, depuis le 14 jusqu'au 19 octobre 1813, ou Récit des événements mémorables qui ont eu lieu dans cette ville et aux environs pendant ces cinq journées, le tout originairement écrit en allemand par un témoin oculaire (1814)
- Nathaniel William Wraxall : Mémoires historiques de mon temps, contenant des particularités remarquables sur les souverains et les personnages les plus célèbres de l'Europe pendant une grande partie du 18e siècle (2 volumes, 1817)
- Sophia Francis : Angélo Guicciardini, ou Le bandit des Alpes (6 volumes, 1817)

## Sources
- Sources biographiques : Louis-Gabriel Michaud, Biographie universelle ancienne et morderne, vol. XII, 1855, p. 90-92, et Pierre Larousse, Grand Dictionnaire universel du XIXe siècle, vol. VI, 1870, p. 1435.